# عبدالحمید بسیونی
عبدالحمید بسیونی (انگلیسی: Abdul-Hamid Bassiouny؛ زادهٔ ۱۲ مارس ۱۹۷۲) یک ورزشکار اهل مصر است.
از باشگاه‌هایی که در آن بازی کرده‌است می‌توان به باشگاه ورزشی زمالک، باشگاه ورزشی اسماعیلی، و تیم ملی فوتبال مصر اشاره کرد.
وی همچنین در تیم ملی فوتبال Egypt بازی کرده است.